# Дуб черешчатий (Комишня)
Дуб черешчатий  — ботанічна пам'ятка природи місцевого значення в Україні. Розташована в межах Комишнянської селищної громади Миргородського району Полтавської області, на території садиби Комишнянського лісництва у смт Комишня.
Площа - 0,02 га. Статус присвоєно згідно з рішенням облвиконкому від 28.12.1982 року № 671. Перебуває у віданні: ДП «Миргородське лісове господарство».
Статус присвоєно для збереження вікового екземпляру дуба звичайного віком понад 250 років.